# PSPP
O PSPP é um software livre para análise de dados, destinado a ser uma alternativa para o IBM SPSS. Ele possui uma interface gráfica de usuário e interface de linha de comando. Está escrito em C e usa a Biblioteca Científica GNU para suas rotinas matemáticas. Seu uso permite gerar relatórios tabulados, normalmente utilizados na realização de análises descritivas e inferências a respeito de correlações entre variáveis.
O software possibilita a realização de análises descritivas, testes T, regressão linear e testes não paramétricos. Ele foi especialmente projetado para realizar estas análises o mais rápido possível, independente do número de entradas.

## Principais características

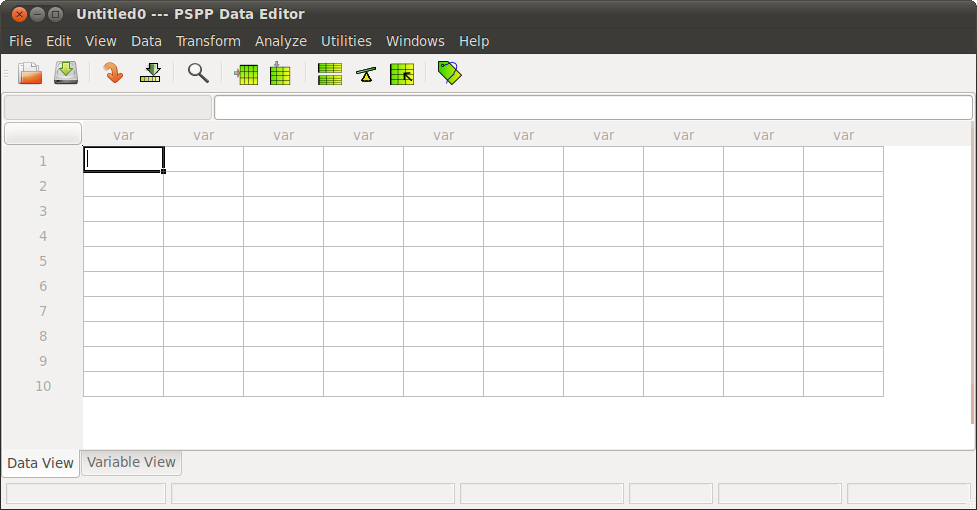
Interface gráfica do PSPP

Dentre as principais características do PSPP, incluem-se:
- Suporta mais de 1 bilhão de casos;
- Suporta mais de 1 bilhão de variáveis;

- Arquivos de sintaxe e dados compatíveis com o SPSS;
- Possibilidade de se utilizar um console ou uma janela gráfica;
- Capacidade de produzir saídas em texto, Postscript ou HTML;
- Inter operação com Gnumeric, OpenOffice.Org e outros softwares livres;
- Fácil importação de dados de tabelas, arquivos de texto e banco de dados;
- Procedimentos estatísticos rápidos, mesmo com grande volume de dados;
- Manual do usuário totalmente indexado;
- Software Livre; licenciado sobre GPLv3 ou posterior;
- Multiplataforma; Funciona em diversas arquiteturas e sistemas operacionais.[1]

## Documentação
Como a maioria dos programas do Projeto GNU, a documentação do PSPP está disponível online. Embora haja diversos formatos de arquivo, o site oficial do projeto não disponibiliza uma versão em português. A tradução do software foi realizada com o apoio do CECAPS (Centro de Capacitação e Pesquisas em Projetos Sociais). No entanto os links indicados na página da instituição encontram-se indisponíveis na presente data.